# Рене Луїш Дефонтен
Рене́ Луї́ш Дефонте́н (фр. René Louiche Desfontaines; 14 лютого 1750, село Фоссе, Бретань — 16 листопада 1833, Париж) — французький ботанік, президент Французької академії наук (1804—1805), довший час директор саду «Jardin des Plantes».

## Біографія
Народився 14 лютого 1750 року в околицях комуни Трамбле французького регіону Бретань. Починав навчання із занять по медицині Рене Дефонтен вивчав згодом природознавство під керівництвом академіка та ботаніка Бернара де Жюссьє.
У 1783 році був обраний академіком Французької академії наук.
Два роки працював у Алжирі та Тунісі, де зібрав численні гербарії.
У 1786 у став професором ботаніки в саду «Jardin des Plantes», де змінив на кафедрі ботаніки професора Луї Гійома Ле Монньє (1717—1799, очолював її з 1759 року) і який підтримав експедицію Дефонтена у Північну Африку.
У 1833 році був обраний академіком Лондонського королівського товариства (Англійської академії наук).
У період Французької революції Дефонтен докладав усіх зусиль, щоб врятувати від загибелі таких ботаніків, як Луї Рамон де Карбонньєр (1755—1827; в 1794 році провів 7 місяців у в'язниці, очікуючи страти на гільйотині) та Шарль Луї Леритьє де Брютель (1746—1800).
Директор Музею природознавства, у 1804—1805 роках був обраний президентом Французької академії наук один із засновників Інституту Франції. Був також академіком Національної академії медичних наук (фр. Académie nationale de médecine) заснованої у 1820 році.
Іноземний член Лондонського королівського товариства
До кінця життя Дефонтен осліп і, відвідуючи оранжерею Музею, впізнавав улюблені рослини навпомацки.
Помер 16 листопада 1833 року у Парижі.

## Наукова діяльність
«Елементарний курс» Дефонтена (Cours élémentaire;1796) мав велику популярність, збирав до 500—600 слухачів.
Дефонтен вперше представив органографію та фізіологію рослин як необхідні частини ботаніки.
Його найбільша робота «Flora Atlantica» була створена за матеріалами наукових досліджень, проведених в Алжирі та Тунісі, звідки він привіз дуже велику колекцію рослин. У цій ботанічній монографії була досліджена велика частина Північної Африки від узбережжя до Атлаських гір. Робота була опублікована у двох томах в 1798—1799 роках і містила описи 1520 видів та понад 300 родів рослин.

## Пам'ять
На честь Дефонтена іспанські ботаніки Іполіто Руїс Лопес та Хосе Павон назвали рід дводольних рослин Desfontainia (1794) родини Desfontainiaceae (іноді рід поміщають в родину Loganiaceae або Columelliaceae).

## Основні праці
- Cours élémentaire, 1796
- Flora atlantica: sive historia plantarum quae in Atlante, agro tunetano et algeriensi crescunt (в 2 томах), 1798—1799
- Tableau de l'École de Botanique du Muséum d'Histoire Naturelle, 1804
- Choix de plantes du Corollaire des instituts de Tournefort, 1808
- Histoire des arbres et arbrisseaux qui peuvent être cultivés en…, 1809
- Catalogus plantanum horti regii Parisiensis, 1829
- Voyages dans les régences de Tunis et d'Alger (совместно с фр. Jean André Peyssonnel[fr]), 1838